# Gnesta

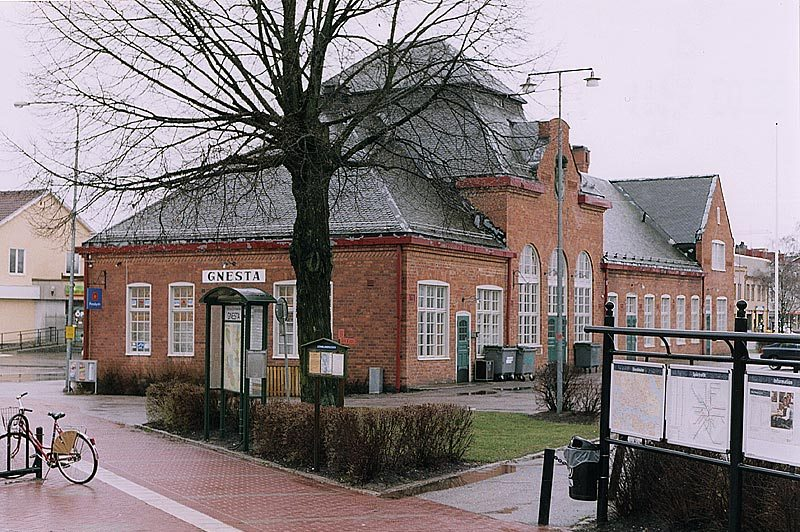
Bahnhof Gnesta

Gnesta ist eine Ortschaft (tätort) in der schwedischen Provinz Södermanlands län und Hauptort der gleichnamigen Gemeinde. Der Ort liegt zwischen den Städten Södertälje und Nyköping an der Eisenbahnstrecke, die Stockholm mit Göteborg verbindet.

## Geschichte
Zuerst war Gnesta ein Dorf, das 1383 erstmals urkundlich erwähnt wurde. Es wird vermutet, dass die Siedlung schon viel früher bestand. Der Entwicklungssprung kam in der Mitte des 19. Jahrhunderts mit der Einrichtung eines Bahnhofes an der neuen Västra stambana.
Diese Station ist Endpunkt einer Strecke der Stockholmer S-Bahn. Das Bahnhofsgebäude stand Modell für eine Vielzahl schwedischer Bahnhöfe. Der damalige Chefarchitekt der schwedischen Eisenbahn, Adolf Wilhelm Edelsvärd war der Auffassung, dass kleinere Orte ein ansprechendes Bahnhofsgebäude haben sollten. Daraufhin wurden in zehn Orten verschiedene Prototypen errichtet. Eines dieser Modelle wurde in Gnesta errichtet und nach allgemeiner Zustimmung in vielen anderen Orten ähnlich gebaut.